# 愛知県道326号桑谷柱線
愛知県道326号桑谷柱線（あいちけんどう326ごう くわがいはしらせん）は、愛知県岡崎市桑谷町から同市緑丘地区を経て岡崎駅前（柱町）に至る県道である。

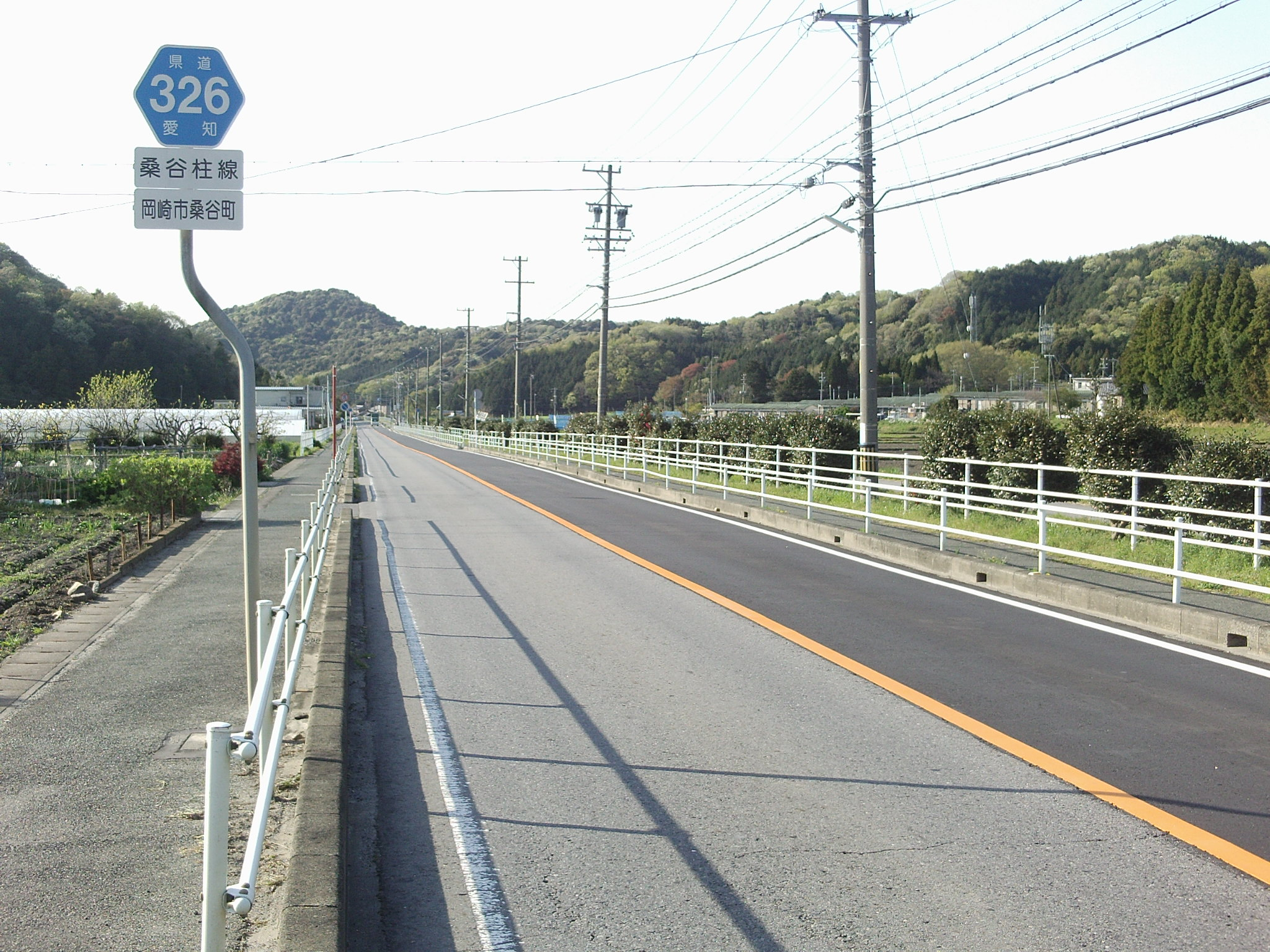
桑谷町にて。山間の田園地帯を通る。

## 概要

### 路線データ
- 起点：岡崎市桑谷町（桑谷町交差点）
- 終点：岡崎市柱町（柱町上荒子交差点）

## 沿革
- 1959年12月15日：認定

## 別名
- 緑丘通り（岡崎市）

## 通過する自治体
- 愛知県
  - 岡崎市

## 接続する道路
- 愛知県道324号生平幸田線（吉良道）（桑谷町交差点）
- 愛知県道327号市場福岡線（藤川街道）（下北野尻交差点・美合町本郷間で重複）
- 愛知県道328号本郷美合停車場線（馬頭道）（美合町本郷）
- 愛知県道480号美合幸田線（馬頭道）（美合町本郷）
- 愛知県道26号岡崎環状線（竜東メーンロード）（緑丘一丁目交差点）
- 国道248号（庄司田一丁目交差点）
- 愛知県道483号岡崎幸田線（柱町上荒子交差点）

## 沿線周辺
- 桑谷キャンプ場
- 岡崎市立竜谷小学校
- 岡崎市立緑丘小学校
- たつみ幼稚園
- 桑谷警察官駐在所
- 岡崎緑丘郵便局
- JR東海道本線・愛知環状鉄道線 岡崎駅

## 注意点
当路線は岡崎市民休養施設桑谷山荘には直接通じていない。桑谷山荘へは、桑谷交差点から愛知県道324号生平幸田線を経由して山中小学校北交差点（国道1号交点）の直前で右に入る岡崎市道舞木蒲郡線（西郡道）がアクセス道路である。なお、舞木蒲郡線は三河湾スカイライン坂本ICにも接続している。